# Gomes Jardim
José Gomes de Vasconcelos Jardim (Triunfo, 1 de janeiro de 1773 — 1 de dezembro de 1854) foi um fazendeiro, maçom, médico-prático e militar brasileiro. Foi Presidente da República Rio-Grandense durante a Guerra dos Farrapos.
Era casado com Isabel Leonor Ferreira Leitão.
Participou da Revolução Farroupilha desde o início. Foi na Estância das Pedras Brancas, à sombra do Cipreste Farroupilha em sua propriedade, que foi planejado o ataque a Porto Alegre, dando início à guerra.
Depois da prisão de Bento Gonçalves na ilha do Fanfa, Gomes Jardim assumiu a presidência da República Rio-Grandense interinamente.
Foi em sua casa em Guaíba (que na época pertencia a Triunfo) que morreu o general Bento Gonçalves, em 1847. A casa foi tombada em 30 de novembro de 1994 pelo Instituto do Patrimônio Histórico e Artístico do Estado do Rio Grande do Sul.